# Pleusymtes karianus
Pleusymtes karianus är en kräftdjursart som beskrevs av Stappers 1911. Pleusymtes karianus ingår i släktet Pleusymtes och familjen Pleustidae. Inga underarter finns listade i Catalogue of Life.